# Mikroregion Podřevnicko
Mikroregion Podřevnicko je dobrovolný svazek obcí v okresu Zlín, jeho sídlem je Zlín a jeho cílem je plnění úkolů investora při projektové přípravě a vlastní realizaci stavby kanalizačního sběrače odvádějícího odpadní vody z města Zlín – městské části Želechovice, Lužkovice, Klečůvka a obcí Hvozdná, Lípa a Zádveřice – Raková na ČOV Zlín – Malenovice. Sdružuje celkem 4 obce a byl založen v roce 2000.

## Obce sdružené v mikroregionu
- Hvozdná
- Lípa
- Zádveřice-Raková
- Zlín